# 絵コンテ

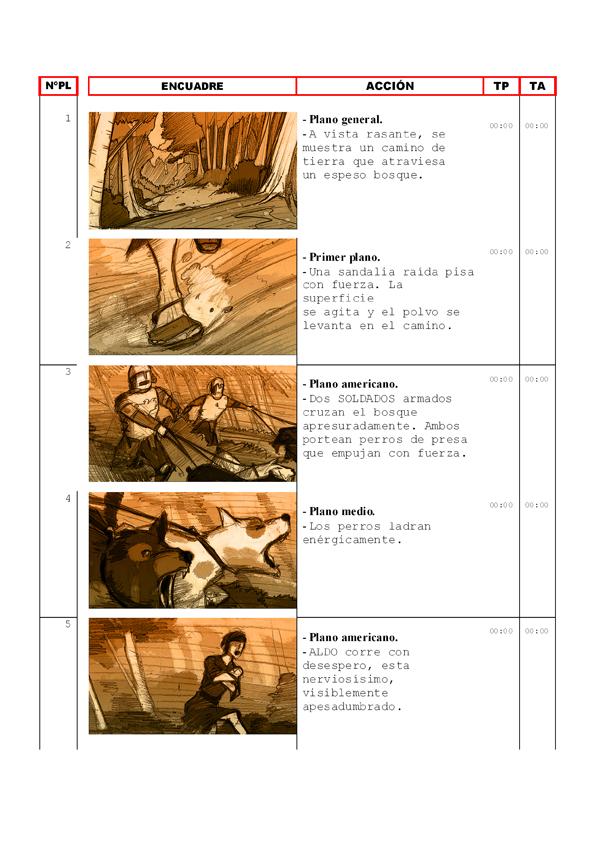
絵コンテ

絵コンテ（えコンテ、英: storyboard）は、漫画、映画、アニメ、テレビドラマ、CM、ミュージックビデオなどの映像作品の撮影前に用意されるイラストによる表。映像のイメージを具現化するための設計図にあたるものである。
画コンテ（えコンテ）と表記されることもある。単にコンテとも呼ぶ。漫画の場合はネーム、イラストではなく文章による場合は字コンテ（じコンテ）、動画によるものをビデオコンテと呼ぶ。

## 概要
1つの映像作品は複数のシーン、多数のショット (カット) から構成される。各ショットには役割が与えられ、それら一連のショットが関係性をもって配置されることで映像作品のメッセージを視聴者に届けている（参考: 演出、モンタージュ）。各ショットの概要を絵と文字で説明しこれを並べてショット間の関係性・連続性を示した映像の設計図が絵コンテである。「コンテ」は 英: continuity (コンティニュイティ) の略であり、"継続" や "連続" を意味する。
現在一般的に用いられている絵コンテの手法は、1930年代にウォルト・ディズニー・プロダクションで開発された。各ショットについて「人物などの被写体はどのようなサイズ、構図になるか」「それらはどのような動きをするのか」「カメラのどのフチから画面に入ったり出たりするのか」「カメラ自体はどのような動きをするのか、固定なのか」「どのくらいの尺か」などの情報が書かれ、それを並べることでショット間の関係性が示されている。
絵コンテはイラストのみによって説明するものではなく、必ず簡単な文字・文章（ト書き）が付属し、そのカットの詳細を説明する。その内容は絵の動きとセリフ、芝居の意図を説明する補足などが書かれる。1カットの中で大きな変化がある場合は何コマものイラストによって1つのカットが説明されるが、変化が少ない場合には1コマで説明される。
類似する物に海外作品の「Storyboard」（ストーリーボード）やアニメ作品などにおける「イメージボード」などがある。それらは全てのカットを描いたものではなく、大体のイメージをスタッフに掴ませるためのものであり、絵コンテは全てのカットの「コンティニュイティ:連続性」について決定するものであるとして分けた考えもある。しかし、制作現場によってその定義はまちまちであり、例えば、黒澤明の作品における絵コンテはストーリーボードやイメージボードの意味合いが強いものとなっている。
コンテは映画監督やディレクター、演出家が自ら書く場合も多い一方、絵コンテを書くだけのライター、コンテ・マンも存在する。映画やテレビドラマなどで脚本が存在する場合は、脚本が先に書かれた上でコンテが書かれる。
絵コンテ作成を示す動詞は「書く」「描く」「切る」「割る」などがあり、統一されていない。
宮崎駿、芝山努、押井守、今敏の監督作品に代表されるように、芸術性や資料性が高いものは本として出版されることがある。
SFX・VFXが多用される映像制作で、作業中に“あたり”を見るため仮の映像が欲しい場合などは、事前に絵コンテに基づいてアニマティック（プリビジュアライゼーション）と呼ばれる）が制作される。作業が捗り、スケジュール管理上も有効である。
CMの場合、スポンサー(広告主)に企画案をプレゼンする際にもコンテは重要である。絵コンテの読解には知識が必要なため、CGなどが一切含まれていない映像であっても絵コンテに基づいてビデオコンテ（Vコン）を制作することがある。CM用の絵コンテは広告代理店の社員が描くこともあり、映画脚本を書きたかった阿久悠は宣弘社が脚本家を募集していることを知り入社したが、絵が描けるため絵コンテ係に割り振られた。
3DCGアニメにおいてはCGモデルとカメラアングルは個別に変更できるため、絵コンテの代わりにCGモデルを配置してアングルを確認し微調整が行える。プロ仕様の3DCGソフトは操作が難しいため、監督などがオペレーターに指示する必要がある。

## 絵コンテ (アニメ)
アニメ制作における絵コンテ（）は一連のカットの継続性を絵と文で示した映像の設計図である。
映像全体の構成を決め多人数分業の起点となる設計図である。特に日本の制作現場では「絵コンテの映像化」がアニメ制作そのものであると言っても良い。絵コンテを用いないアニメ制作も稀に存在する（例: ネームとプリヴィズを用いた『THE FIRST SLAM DUNK』）。

### 要素 (アニメ)
アニメ制作における絵コンテには以下の情報が含まれている：
- カット番号
- セリフ
- SE
- 大まかな絵で描かれた画面設計図
- ト書き
- 尺
- 補足メモ

これらによってカメラワーク・レイアウト・ ライティング・演技内容を示している。
これらの要素の密度や厳密さは監督により大きく異なる。言い換えれば、絵コンテの段階でどこまで細部の作画・演出が決定されるかは監督の考えによる。絵コンテは演出の大枠を示すものととらえ細部は原画マンや担当演出の自由な解釈を許すラフな描き方をする監督（例: 富野由悠季、今石洋之、庵野秀明）もいれば、絵コンテの段階で画面の細部まで描き込み詳細な演出指示がなされた絵コンテを切る監督までいる（例: 宮崎駿、今敏、芝山努）。

### 役割（アニメ）
アニメ制作においてコンテ・絵コンテは次の役割を果たしている。

#### 時間を内包する映像への翻案
コンテは時間を内包していない素材を映像へ翻案する役割をもつ。
アニメは映像の一種であり、映像は物理的時間を内包している（詳細は 映像#物理的時間の内包）。一方でアニメの素材である脚本やイメージボードには順序があっても時間が無い。脚本はセリフの読み順を指定するがその速度や間の長さを指定しないし、イメージボードは各絵の並びを指定するが表示時間を指定しない。つまり脚本やイメージボードといった素材には映像化に必要な時間情報が欠けている。
コンテはカットとその尺指定によって時間を内包している。映像としてのコマ単位での動きはないがカット単位でのテンポ感や作品全体の尺を規定しており、コンテは映像の設計図たりうる時間情報を持っている。そのためコンテは脚本やイメージボードを映像へ翻案する役割をもっている。

#### フレームを伴う画への翻案
コンテはフレームを持たない脚本を画へ翻案する役割をもつ。
アニメは映像の一種であり、映像は対象をフレーム（枠）で切り取ってキャンバスとしての画面上に表現する。一方でシナリオ素材である脚本は舞台や演技からなる空間・世界はあっても、それを画面に切り取るフレームがない。脚本は「憂い顔で部屋から月を見つめる少女」を描くが「横顔を中心に上半身を写す」「目に映る月をドアップで見せる」「窓越しに家の外から撮る」「背中越しに逆光の月を捉える」といった構図を指定しない。つまり脚本には視覚化に必要なフレーム情報が欠けている。
絵コンテは画面構成図で、字コンテはカメラ指示文で、それぞれ世界をどう画面に切り取るか指定する。映像としてのコマ単位での絵はないが演出意図を反映した画面設計がなされており、コンテは映像の設計図たりうるフレーム情報を持っている。そのためコンテはフレームを持たない脚本を画へ翻案する役割をもつ。

#### アクションとセリフの拡張と確定
コンテはシナリオ上のアクションとセリフを拡張し確定する役割をもつ。
コンテの元となる脚本などのシナリオ素材は基本的に十分な量のアクションとセリフを提供する。しかしコンテ化のなかで演出的に追加が必要になるケースがある。その場合、脚本に上乗せ・拡張してアクションとセリフをコンテに盛り込む。これによってストーリー上も演出上も必要十分なアクションとセリフが得られる。コンテチェックを受けたコンテは台本印刷へ回されアフレコ台本化されるため、セリフは絵コンテの段階でほぼFIXとなる。このようにコンテはシナリオ上のアクションとセリフを拡張し確定する役割をもつ。
拡張の幅はケース・バイ・ケースである。キャラクターの質感を高めるために小道具を使った小さなアクションとセリフを足す場合もあれば、演出上の前フリのために複数アクションからなるシーンを足す場合もある。シリーズ構成へ影響する改変はかなり大きい手戻りになる（基本的にしない）ため、拡張の可否の最終判断は監督がおこなう。

#### 作画するカットの事前選別
コンテは作画対象となるカットを事前に選別する役割をもつ。
実写映像の制作では作品尺を大きく超えた撮影をおこない映像素材を撮りだめ、これら素材をポストプロダクションの編集工程で事後的に選別する。これは「撮影準備さえコスト掛けて整えれば、撮影そのものにはあまりコストが掛からない」という実写制作の特性により実現している。一方アニメ制作はプロダクションの作画工程に大きなリソースを要する。そのため尺以上のカットを作画するとそれに正比例して金と時間が必要になる。
これを避けるため、アニメ制作では絵コンテの段階で必要なカットを確定する。これにより実際の作画を必要十分な量に絞り込み、制作コストの膨張を防いでいる。この事前選別は実写制作のポストプロダクションにおける編集工程とよく似ているため、絵コンテ制作は事前編集とも例えられる。このようにコンテは作画対象となるカットを事前に選別する役割をもっている。

### 制作 (アニメ)
アニメ制作における絵コンテは以下の段階を経て作られる。
- コンテ打ち: 絵コンテマンと監督の打ち合わせ[40]
- コンテ作り: 絵コンテマンによる描画
- コンテチェック: 監督による監修
- ステークホルダーチェック（メーカーチェック、クライアントチェック）[要出典]

絵コンテ制作はプリプロダクションの最終段階に当たる。まずコンテ打ちで絵コンテの方向性がすり合わされ、これをもとに絵コンテマンが絵コンテ作りをおこなう。これを監督がチェック・監修し、必要に応じた修正がおこなわれる（コンテチェック）。最後に仮決定稿がステークホルダー（原作、製作委員会など）のチェックをうけ、これが通ると絵コンテが完成となる。そしてこの絵コンテを軸に大人数分業のプロダクションが走り出すことになる。
TVアニメは複数話が並行制作されるため監督は多忙であり、監督が全話にわたり直接絵コンテを切ることは現在では少ない。コンテとの関わり方は監督により多様であり、初稿前のコンテ打ちでカッチリ詰める監督や、コンテ打ちは軽いがコンテチェックで積極的に修正をいれる監督（例: 富野由悠季）など様々である。

#### コンテ打ち
アニメ制作におけるコンテ打ち（）は監督と絵コンテマンによるコンテ方針の打ち合わせである。
コンテ打ちでは脚本等のシナリオ素材をベースに監督の意図が絵コンテマンへ伝えられ、作成されるコンテの方向性がすり合わされる。シナリオ素材は基本的に脚本であるが、他の素材を用いるケースが稀にある。例えば宮崎駿や原恵一はイメージボードやシノプシスを素材として絵コンテを制作する（ストーリーの流れは絵コンテを描きながら考え、絵コンテ完成後にアフレコ用脚本を起こす）。

### 絵コンテマン
アニメ制作における絵コンテマン（）は絵コンテを描く役職である。コンテマンとも。
絵コンテマンの役職につく人は多様であり、専業絵コンテマンや監督・演出による兼業など様々存在する。

### 絵コンテ集
アニメ制作会社からは、大ヒットした作品の「絵コンテ集」が発売される場合がある。下記にその著名なものを一例として挙げる。
- スタジオジブリ (カリオストロの城、天空の城ラピュタ)
- ガイナックス (エヴァンゲリオン、ふしぎの海のナディア)
- 新海誠 (秒速5センチメートル、君の名は)
- 今敏 (PERFECT BLUE)

## 有名なコンテ・マン
富野由悠季は「コンテ千本切りの富野」と異名を取るほど、あらゆる作品で絵コンテを切りまくっていた時期がある。とにかく速くコンテを上げるため、助っ人的に重宝されていたという。宮崎駿監督の『未来少年コナン』の絵コンテを担当した時は、富野の名前はクレジットされたままだったもののその絵コンテは使われず、宮崎が自らコンテを切り直したと、同作品の作画監督である大塚康生が証言している。もっとも宮崎は他の作品でも、出崎統などの一部の例外を除き、ほとんどコンテを描き直していた模様である。
映画監督の黒澤明は二科展に入選するほどの絵の腕前であり、絵コンテにも定評がある。資金難で映画「影武者」の製作が暗礁に乗り上げたとき、黒澤の絵コンテを見たフランシス・フォード・コッポラとジョージ・ルーカスが感銘を受け、20世紀フォックスに海外版のプロデューサーを買って出たという逸話が残されている。

## 現状
現在、実写映画やTVドラマなどで絵コンテが切られる事は多くない。ただ、CGの導入によりコンテを切らざるを得ない状況というのも出てきている。
別の問題として、頻繁に変更や移動が行われるため、資源が乏しい製作現場の場合いろいろと問題になる。樋口真嗣はこれに対応するため『ガメラ3 邪神覚醒』でFileMakerによるコンテの管理を開始、『ローレライ』では映像編集システムであるFinal Cut Proと連動させるシステムを導入した。
UnityやUnreal Engineに代表されるパソコンで動作し操作も容易ながら多数の3Dモデルを配置してレンダリングが可能なゲームエンジンが登場したことで、画面上でのシミュレーションを行ったり、そのまま動画製作に移行手法も考案されている。また制作途中の素材を利用してアニマティックを撮影できるため、画面の検討やビデオコンテの代わりとしても利用されている。